# فليتشير ستيل
فليتشير ستيل (بالإنجليزية: Fletcher Steele)‏ هو مهندس معماري أمريكي، ولد في 7 يونيو 1885 في روتشستر في الولايات المتحدة، وتوفي في 1971.